# Walter Emmerich
Walter Emmerich (* 7. August 1895 in Krefeld; † 13. April 1967) war ein deutscher Volkswirt und Nationalsozialist.

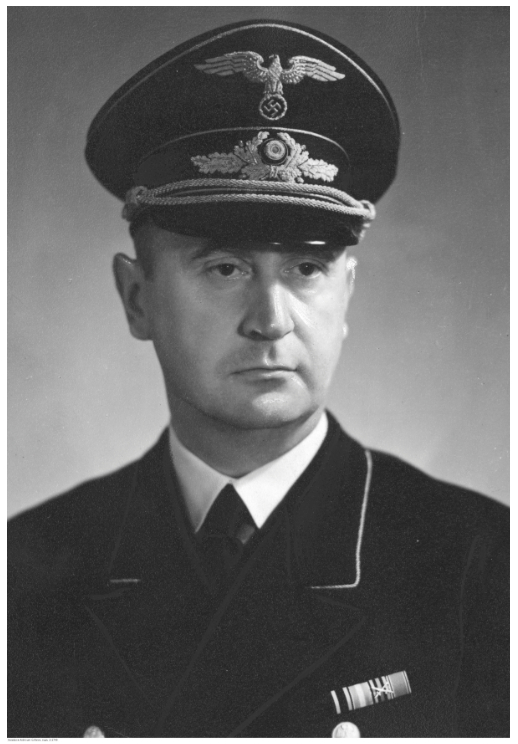
Walter Emmerich

## Leben und Wirken
Emmerich beendete seine Schullaufbahn 1914 in Hamburg-Uhlenhorst mit dem Abitur. Ob er danach am Ersten Weltkrieg teilnahm, ist nicht bekannt.
Ab 1919 war Emmerich als kaufmännischer Angestellter und Prokurist tätig. Von 1922 bis 1930 studierte er Volkswirtschaft an der Universität Hamburg. Emmerich promovierte 1930 zum Dr. rer. pol. Danach war er bis 1934 Assistent von Heinrich Sieveking am Sozialökonomischen Seminar in Hamburg und war dort auch Lehrbeauftragter. Ab 1934 war er Abteilungsleiter in der Hamburger Wirtschaftsbehörde. Ab 1935 leitete er die Verbindungsstelle der Überwachungsstelle (Export- und Importfragen) in der Verwaltung für Handel, Schiffahrt und Gewerbe. Ab 1937 leitete er die Abteilung Freihafenwirtschaft und vertrat ab 1938 die Interessen Hamburgs in Wien. Er wurde 1939 zum Senatsdirektor (Freihafenwirtschaft) befördert und 1940 zum Senatssyndikus.
Der SA trat er 1933 und der NSDAP zum 1. Mai 1937 bei (Mitgliedsnummer 3.973.750). Nach Beginn des Zweiten Weltkrieges war Emmerich von Juni 1940 bis Januar 1945 Hauptabteilungsleiter und später Präsident des Hauptamtes Wirtschaft im deutsch besetzten Generalgouvernement (GG). Er leitete  zudem die Dienststelle für den Vierjahresplan im GG. In diesem Rahmen war er an der „Arisierung“ jüdischer Betriebe und weiteren antijüdischen Maßnahmen beteiligt.
Nach Kriegsende war Emmerich für zwei Jahre im britischen Internierungslager Neuengamme interniert, wurde aber nicht zur Strafverfolgung nach Polen überstellt. Später war er als Handelskaufmann in Hamburg beschäftigt.